# Pachydactylus katanganus
Espèce
Synonymes
- Pachydactylus capensis katanganus De Witte, 1953

Pachydactylus katanganus est une espèce de geckos de la famille des Gekkonidae.

## Répartition
Cette espèce est endémique du Katanga au Congo-Kinshasa.

## Publication originale
- De Witte, 1953 : Reptiles. Exploration du Parc National de l'Upemba. Mission G. F. de Witte en collaboration avec W. Adam, A. Janssens, L. Van Meel et R. Verheyen (1946–1949). Institut des Parcs Nationaux du Congo Belge. Brussels, vol. 6, p. 1-322.